# 傅作义
傅作義（1895年6月27日—1974年4月19日），字宜生，山西榮河人，中华民国及中华人民共和国政治人物與军事人物，原副国级领导人。1949年1月時為中华民国陆军二级上将，協助中國人民解放軍和平進入並解放北平城，並於後來擔任中华人民共和国首任水利部部长，任期長達23年。晚年，傅作義任全国政协副主席。

## 生平

### 晋军生涯

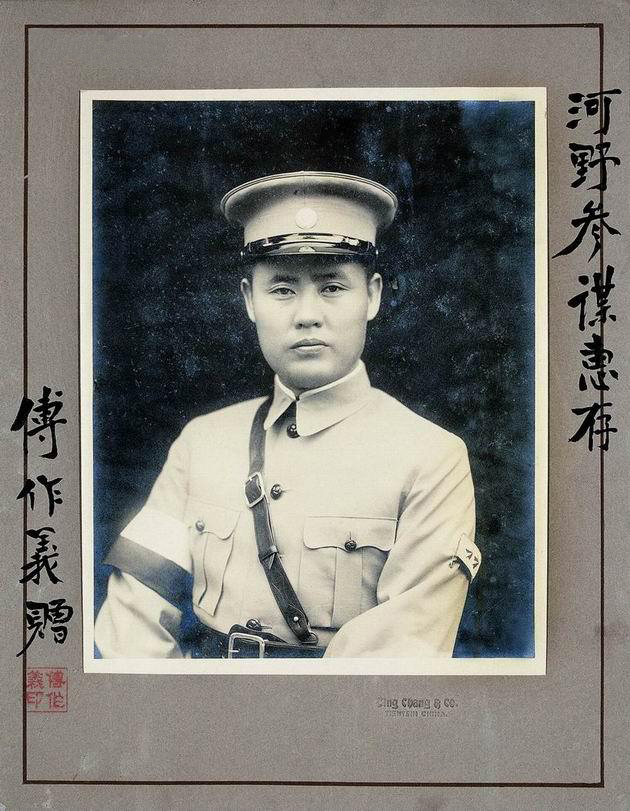
傅作義赠给河野悦次郎的照片

傅作義出生在一个富农家庭。1910年（宣统二年），进入太原陸軍小学学习。1911年太原响应辛亥革命爆发起义之際，傅作義加入学生軍参加革命。
1912年（民国元年），傅作義转入北京清河鎮的第一陸軍中学学习。1915年，入保定陸軍軍官学校第5期步兵科。傅作義的学习成績列校内第1名。1918年毕业，回到山西。此后他加入閻錫山领导的晋軍。1926年，升任第四旅旅長。1927年，升任第四師師長。一年之內因為戰功，從中校升至中將，在當時晉軍中傳為美談。
1927年6月，閻錫山转投国民政府方面。同年10月，傅作義率第4師进攻涿州，击退奉军。不久，奉军的2個師加2個旅的大部队企图夺回涿州，傅作義指揮部队，在沒有任何後援的狀況下，坚守近100天。掩護其他作戰失敗的友軍安全退回山西。1928年1月，傅作義见部队抵抗能力已达到极限，在國際紅十字會的調停下，暂時投降奉军。張作霖曾表明欲給傅一個方面軍的指揮權，傅作義拒絕。張作霖大怒欲槍斃之，張學良代為求情，並關押傅作義在自宅內。之後密令傅的保定同窗鮑文樾將其釋放。傅作義回到山西後，被閻錫山任命为国民革命军第三集团军第五軍团总指揮兼天津警備司令。若傅作義當時同意指揮奉軍一個派系，可能將是接替起義失敗的郭松齡指揮東北講武堂系，則往後張學良將不存在與日本陸軍士校留學派系之間的激烈鬥爭。
1930年8月14日發生濟南戰鬥，地點則是在中國魯西一帶，是國民革命軍內部所發生的內戰戰鬥之一，也是中原大戰的主要戰役。濟南戰鬥的交戰雙方，一方為蔣介石轄下的國軍中央軍陳誠部，另一方為傅作義所指揮的晉軍。晉軍先前分為商震，楊愛源，徐永昌，傅作義四個系統，至中原大戰期間統一歸傅作義指揮。在濟南黃河沿岸大霧中晉軍各部隊失去有效聯繫，敗給裝備較佳的陳誠部。這是軍閥內戰時代傅作義少數的敗績。

### 抗日作战

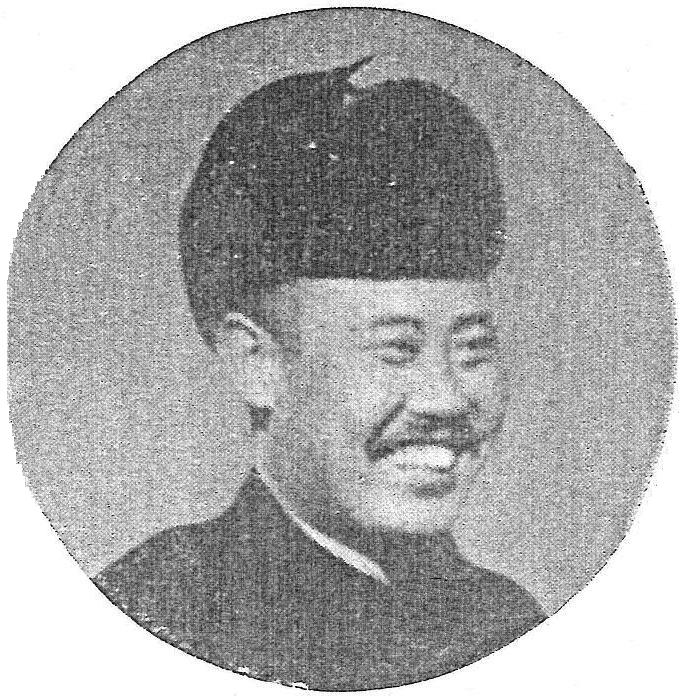
1938年《支那事变写真帖》中的傅作義照片

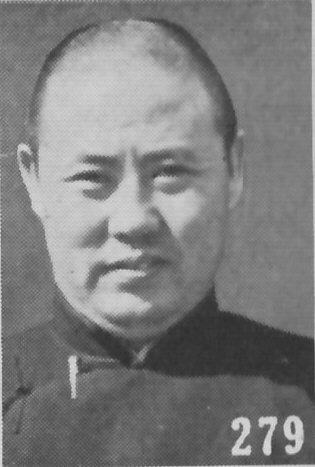
1941年《最新支那要人传》中的傅作義照片

1930年5月，閻錫山发动反蒋介石的中原大战，傅作義担任第四路軍指揮官。閻錫山敗北之后，張学良接收傅作義等部。1931年5月，傅作義被任命为国民革命军第三十五軍軍長。同年8月，他被任命为綏遠省政府主席。此后傅作義在綏遠省发挥内政手腕，在治安維持、農村基層組織改革、金融整理、城乡建設、教育事业等方面都取得好成績。当时他赞赏梁漱溟等人的乡村建设学说，所以在绥远省推行教育、生产、武装三位一体的农村制度，即教、养、卫制度。
1931年9月，九一八事变发生，他和徐永昌、宋哲元联名发表抗日声明。1933年1月，日軍进攻山海关，長城抗战爆发。同年2月，傅作義出任第七軍团总指揮。同年4月末，傅作義亲自率领國民革命軍第五十九軍从張家口急赴昌平。5月23日，傅作義开始同日軍第8師团交战，双方伤亡都较为惨重。6月末，傅作義率部返回綏遠省。
1935年4月，傅作義获晋升陸軍二級上将。1936年11月，李守信率领的蒙古軍与王英率领的大漢義軍共同进攻綏遠省，遭到傅作義击退。11月24日，傅作義在百灵庙击败大汉义军，12月4日完全收复百灵庙，史称百灵庙大捷。这就是著名的绥远抗战。
1937年3月9日，行政院決議，嘉獎綏遠抗戰將領，傅作義敍一等寶鼎勳章:5381。5月12日，傅作義至百靈廟視察，5月14日至鍚拉穆㮙召（大廟）視察:5424。抗日战争爆发后，傅作義历任第二战区第七集团軍总司令、第二战区北路軍总司令（第二战区司令长官为阎锡山），先后参加忻口战役、太原保卫战。
1938年初，傅作義仿照中国共产党领导的八路军的建军经验，成立第二战区北路军政治工作委员会，自兼主任，总部设政治指导室，派周北峰任委员兼秘书，军内各级分别设政治工作机构，不少负责人由延安派来的干部担任。傅作义在部队中设立奋斗室，军官家属组成眷属团，军人子弟上奋斗小学、奋斗中学。中国共产党开展减租减息，傅作义也开展整理土地，将地主的土地清丈以后，限制地租，另外又将领主、地商开垦土地未交地价者收归国有，永远租给佃农。傅作義还制定《北路军政治工作守则》，又参照八路军的《三大纪律、八项注意》制定《十项纪律》。閻錫山讥称傅作義「把部队带赤化了」、「三十五军已成为七路半了」。这种情况引起蒋介石的警觉，蒋介石特派中统特务来傅作义部队任政治部主任，并且驱逐中国共产党党员。1938年12月，国民政府任命傅作義为第八战区副司令长官兼第二战区北路军总司令，傅作義自此摆脱阎锡山控制，回到绥远。他先后参加包头战役、绥西战役、五原战役等等。由于战绩良好，1939年傅作義获国民政府授予青天白日勋章。
绥西战役结束后，进入军事僵持状态，傅作义部面临极大的经济困难。当时所部10万军政人员的军需用度急需解决，而整个八百里河套灌区，当时只有16.7万人口，水利工程因为战争被严重破坏，耕地荒芜总面积达3,800顷。傅作义提出口号“治水与治军并重”到1945年抗战胜利，河套地区的总人口增长到近30万人，新增36,000顷水浇地，稻谷、小麦、糜子三大粮食作物产量2.3亿斤，人均760斤口粮。

### 受降长官
抗日战争勝利前夕的1945年7月，傅作義任第十二战区司令長官。抗日战争勝利後，第十二战区司令長官傅作義负责熱河省、察哈爾省、綏遠省的日軍受降事宜。
日军投降后，大片日本占领区等待接收，当时中国国民党和中国共产党双方对受降权争夺激烈。蒋介石命令各地国军迅速抢占地盘，恰好符合傅作义作为中国国民党地方派系的利益。时任第十二战区司令长官的傅作义率6万余人迅速进军包头、归绥。在此之前，中共方面的陕甘宁晋绥五省联防军司令贺龙已率军包围包头、归绥，准备进城接收。傅作义部队突然抵达，强占了这两座城市。傅作义部还远程出击，企图攻占解放区第二大城市张家口。八路军贺龙部会攻包头、归绥，企图从傅作义部手中夺回两城，但战斗多日后，由于缺乏弹药棉衣，被迫撤出战斗。

### 第二次国共内战爆发
1946年1月1日，傅作義獲頒一等景星勳章:7943。第二次国共内战爆发后，傅作義奉命与中国共产党领导下的军队在華北展開激战，取得大同集宁战役的胜利，并攻占张家口等重镇，使中国共产党领导下的军队在该时期处于劣势。
1946年内战爆发后，贺龙的晋绥军区、聂荣臻的晋察冀军区会攻大同，并提出 “进大同吃月饼”的口号。驻守大同的阎锡山部即将溃败，蒋介石随即决定将大同转而划归傅作义的第十二战区。此后，傅作义一方面派周北峰赴解放区进行假和谈，一方面派部队奇袭集宁，以支援大同方向的战斗。经过激战，傅作义部攻克集宁，中国共产党方面的部队不得不从大同撤围。此战失败后，中共军委撤销了晋绥野战军番号，其司令员贺龙被调往后方从事后勤工作，此后再未被授予指挥作战权力。
1946年9月，傅作义在他手下的《奋斗日报》上发表《致毛泽东的公开电》，公开“谴责中共发起内战”。1946年9月21日，南京《中央日报》以《傅作义电劝毛泽东结束战乱参加政府 人民希望在和平中生活违反民意是绝难获成功》为题，全文转载了该电：

中央社察绥二十日电：傅长官作义致毛泽东先生，希接受教训，放下武器，参加政府，促进宪政，电文如下：
延安毛泽东先生，溯自去年日本投降，你们大举进攻绥包，放出内战的第一枪。愚鲁如我者，当时还以为这是你们一时的或一部分的冲动，决不会成为你们党的政策，故会于十月二十四日，致电先生，作坦白恳切的呼吁。但一年来的惨痛事实，竟证明这是你们经过长期准备的计划，并不是一个偶然的错误，因而和平商谈永无结果，而全面战争乃日益扩大。
最近由于你们背弃诺言，围攻大同，政府以和平的努力，均告绝望之后，本战区国军才迫不得已而采取行动，救援大同。但这是悲痛的，并不是快意的，其目的仅仅在于解救大同之围，解救大同二万军民。然你们相信武力万能，调集了十七个旅，五十一个团之众，企图在集宁歼灭国军，城郊野战和惨烈巷战，继续达四昼夜，然后你们终于溃败了。
当你们溃退的前一天，延安广播且已宣布本战区国军被你们完全包围、完全击溃、完全歼灭。但次日的事实，立刻给一个无情的证明，证明被包围被击溃被歼灭的不是国军，而是你们自夸所谓参加“二万五千里长征”的贺龙所部、聂荣臻所部，以及张宗逊、陈正湘、姚喆等的全部主力。
我不相信这是一军事上的胜利，因为诚如你们所说，本战区国军武器最劣人数最少，战力最弱，好战心理更不如你们，虽然失败，似乎是应该的。但我们没有失败，失败的却是你们。所以这不是一个军事上的胜利，而必须称之为人民意志上的胜利。在这次战役中，你们摆在战场的尸体，至少在两万人以上，我们流着眼泪，已经将他们掩埋了。你们在溃退途中，因恐惧国军追击，竟至拼命奔逃，口鼻冒血倒身路边者比比皆是，这是一幅如何悲惨的图画。
我不禁要问，是谁杀死了他们？我按住心口问我自己，如果作战是为了我个人的私欲，或一部分人的私利，那不就是我杀死了他们？我是一个最大的罪人，我应该遭受天谴。如果他们是在你的错误的领导之下，逞兵倡乱、祸国殃民，那就是你杀死了他们。在夜阑人静时，你应该受到责备，受到全国人民的惩罚。
现在确已过了一个阶段，经过一年来的血的教训，你们应该有所警悟，重新检讨你的政策，重新研究你们的路线。一个代表人民的政党，在决定一政策时，无论如何，应该问问人民，看他们最痛恶的是什么？最需要的是什么？今天人民所最痛恶的是交通破坏，战事无已；所最需要的是和平安定、休养生息。虽然你们一再宣传民主，但人民不要战乱，你们却偏偏制造战乱；人民害怕贫穷，你们偏以制造贫穷，作为扩大战乱的资本；所谓民主云乎，你们又一再毁谤政府，但政府在人民心目中，是有劳绩的、有威信的，绝不是任何毁谤所能动摇。
即使政府今天存着若干缺点，需要改革，但人民厌恶你们制造战乱，厌恶你们破坏交通，厌恶你们翻身算账。较之要求政府进行若干改革，其轻重缓急之差，不可同日而语。因为后者只是好与不好的比较，而前者却是人民眼前能活不能活的难关。人民今日最起码的要求，只是能在和平安定中活下去，绝不奢望在你们的战乱中再翻几个拼死的筋斗。政府若干缺点所影响于人民生活的，较之你们破坏交通、穷兵黩武，所加给人民的苦患与死亡，简直是一与二万倍之比，这还不现实吗？还不明白吗？人民如何同情你们？
我们不妨再作一个假设：你们如果有力量一举而推翻现政府，建立起你们新政权，不论人民是否同意你们的政策，总还可以获得一个安定。但是你们今天所赖以倡乱的武力，又不足以实现这个野心。据你们自己宣传，估计至少还得十年，目前你们只希望造成一个武力割据的形势，来继续斗争，这就是说你们准备继续十年的斗争、十年的战乱。斗争战乱中，现有的各阶层人民，非死于炮火，即死于饥饿，要他们完全毁灭，试问人民如何能同情你们？十年的斗争之后，大地已无噍类，又怎样能实现你们的目的，因而你们十年战乱的计划，也就绝对没有实现的可能。
即以最近的事实为例，本战区国军是你们认为人数最少、武器最恶、战力最弱的部队，然你们竟一败于绥包、再败于大同、三败于集宁会战，试问如何与其他精锐的国军为敌？你们或者还准备万一割据不成，可以钻山打游击，但内乱和抗日是完全不同的。抗日是人民一致的要求，所以你们可以假抗日之名，骗取人民的掩护，内乱是人民一致厌恶的，倡乱的你们又如何在人民之中立足？
正确的道路，只有一条，在宪政常规中，共产是有前途的，但武力倡乱分裂割据，则必遭毁灭。请仔细想想，当去年胜利之初，你们提出民主，同情你们的人有多少？经过一年来的事实证明，所谓民主和平只有你们的宣传，而倡乱割据才是你们真实的行动，到今天国内外同情你们的人，又有几个？对于你们的政策，这不是很显然的测验。做一个自命为革命领导者，应该懂得所谓革命形势是客观实在的，并不是主观强求的，否则削足适履，以人民之所恶加之于人民，是永远不会成功的。
所以我热诚希望你们接受血的教训，立刻改变政策，放弃武力万能的观念速参加政府，结束内乱，让全国人民开足马力，来建设我们的国家。我个人始终未曾以共产党为敌，更没有准备和共军作战，我毋宁是一个同情共产党的人。你们曾经坚决主张抗日，你们有坚决奋斗的精神，我都钦佩，只有今天的战乱政策，是万分错误。为国家为人民设想，我请先生立刻放弃这个政策，促成宪政，实现军队国家化、政治民主化，来和衷共济，一致努力。只要毛先生参加政府，以政府一员的资格向国府保荐贺龙或你们任何一位先生接替我的现任的职位，我不但首先衷心欢迎，并愿尽力促成。你如果不嫌的话，我自己愿在毛先生部下当一个最低级的职员，而绝对忠实的服从你。

这样一个和平统一民主的中国，是全国人民要求的，是美苏两国共同希望的，也是世界各国一致同情的，我们既与美国保持亲密的合作，更与苏联永保亲密的邦交，美苏关系，世界和平，均可因而获得坚固的保障。先生一转念间，不仅中国可以致和平，人类亦将同蒙其惠，是成是败，为祸为福，现在正是你们选择的最佳机会。
中共中央机关报《解放日报》全文转载了此电。朱德总司令指示西北解放军向连级以上干部宣读此电，当作反面教材。傅作义并不知道，为自己起草此电的第十二战区长官部新闻处少将副处长、奋斗日报社社长阎又文，其实是一位中国共产党地下党员。阎又文被委派为傅作义起草该公开电后，曾请示中共组织，周恩来指示他：“公开电要骂得狠些，要能够激起解放区军民义愤，要能够导致傅作义部队狂妄自大。”阎又文便按照周恩来的指示起草了这一公开电。
1946年10月，傅作义声东击西，巧妙迫使华北野战军弃守张家口。傅作义部开入张家口的次日，蒋介石便在南京宣布召开中国共产党拒絕参加的制宪国民大会。傅作义赶到南京，受到国大代表热烈欢迎，将傅作义视为中国国民党的党国中兴功臣，并因此获颁发国光勋章以示嘉奖。
1947年1月，傅作義转任察哈爾省政府主席（其部下董其武继任綏遠省政府主席）。3月1日，第二戰區、第十一戰區、第十二戰區撤銷，成立太原、保定、張垣綏靖公署，閻錫山、孫仲連、傅作義任主任:8299。1947年，他在原籍山西省榮河縣當選為第一屆國民大會代表。

### 主持华北剿总
1947年12月，蔣介石統一華北軍事機構，任命傅作義為華北剿匪總司令部總司令，五省軍隊悉數歸其指揮:52。傅作義在張家口就任:8466。他以北平、天津、保定三城為犄角防守陣勢，組成津浦、平漢、平綏兵團，實行以主力對主力機動防御，同時以地方武裝固守據點:8466。12月10日，傅作義自張家口到北平:8467。華北剿匪总司令部即將自張家口移至豐台:8467。12月22日，楚溪春到張垣會晤傅作義，當日又返瀋陽:8473。
1948年1月11日，蔣偕劉斐、范漢杰、俞濟時等人由瀋陽同機飛返南京；傅作義飛返北平:8488。新編三十二師在傅作義指揮下，於涞水战役中遭到中国人民解放軍殲灭，战况没有起色。4月14日，河北國軍攻佔河間:8571。4月15日，河北國軍攻佔任丘:8572。4月17日，河北國軍再佔易縣；察哈爾國軍攻佔龍關:8574。4月19日，華北剿匪總司令部總司令傅作義、河北省政府主席楚溪春飛抵山西太原，晤見閻錫山，會商華北軍事:8576。6月26日，冀東國軍進佔石門:8626。7月4日，察南國軍再佔延慶:8634；冀東國軍進佔遵化:8635。7月5日，傅作義在河北省參議會講演，稱要貫徹總動員，愛民保政，實施精神動員，造成軍政民整體作風:8635。7月6日，傅作義為北平慘案發表明，稱對東北流亡學生生活寄以同情，希望事態勿再擴大，防止暴亂行動:8636。9月5日，华北野战军进攻傅作义的基地绥远，迫使傅作义从北平、张家口分出10个师兵力救援绥远。9月12日，东北野战军发动辽沈战役，傅作义随即面临两线作战的被动局面。11月2日，沈阳易手。11月4日，傅作义飞往南京，同蒋及国府军事高层讨论华北战局，此为平津战役前国方对战局部署的重要会议。4日晚蒋介石、傅作义、何应钦、徐永昌、张治中、林蔚、刘斐、邓文仪召开第一次会议，蒋“以为共党已得东北，苏联直接支持下，林彪、罗荣桓军必先直驱热河，继而察、绥，即控制内蒙以安定外蒙，然后再对平津”。5日会议，傅顺着蒋的思路谈“王道不偏安”，蒋“告以今兹之事实与戡乱之意志，则华北必须固守。当授以交理华北全权，一切由其决定也，并面予鼓励为慰问之”。11月6日蒋“召见顾祝同总长、何应钦部长商议华北军事方略，决令傅作义总司令固守华北，并增加其兵力也。乃即召见傅作义总司令，告以华北绝不能放弃，故并以全权交付之，决勿使其有所顾虑耳。”11月，蔣接見傅作義，指示華北軍政措施:56。11月6日下午傅作义返平。11月8日第三绥靖区副司令张克侠与何基沣在贾汪起义投共，华东战局骤然恶化，原定增援平津的第五十四军不得不南调船运蚌埠，蒋固守平津的方案遭到影响。11月8日当天蒋给傅作义的手令中仍然持坚决固守平津的态度不变：“中必于最短期内设法增强华北兵力。”随后淮海战局日益恶化，东野并未如蒋预料的先攻内蒙而直扑平津，蒋才真正打起了让华北部队撤退的企划。在1948年底至1949年1月的平津战役中，傅作義的部队接连遭受失败。1948年12月下旬，先后丧失新保安、张家口。其中新保安突圍戰役中，不但喪失了嫡系35軍的兩個師，連同暫三軍安春山來援的五萬精銳也一併損失。致使傅的嫡系部隊在北平至張家口一線上損失慘重，所以不但失去和共產黨談判的籌碼，連在北平城內25萬國民黨守軍的組成內，勢力也不如蔣的嫡系李文、石覺兩位指揮官。
1948年末，中國共產黨、傅作義开展和平工作:8758。12月23日，解放軍佔領張家口及察哈爾省全境:8758-8759。12月26日，傅作義談判代表崔載之等從薊縣八里莊返回北平:8761。12月30日，傅作義由北平抵達南京，向蔣報告華北軍事情況:8763。
傅作義在北平和绥远失守前后，一直游走于国共双方之间，两面示好，为今后自身的发展留下较大回旋空间。1949年1月1日，中共中央電覆平津前線林彪，指示爭取傅作義走和平道路工作要點，通過中共北平市委告訴傅作義：

1. 傅作義「目前不要發通電」，此電一發，他即沒有合法地位了，他本人和他的部屬，都可能受到蔣系的壓迫，甚至被解決；
2. 將傅列為戰犯宣布，「傅在蔣介石及蔣系軍面前的地位立即加強了。傅可借此做文章，表示只要有堅持決打下去，除此以外再無出路；但在實際上，則和我們談好，裡應內合，和平地解放北平，或經過不很激烈的戰鬥解放北平。傅氏立此一大功勞，我們就有理由赦免其戰犯罪，並保存其部屬」；
3. 傅可派一有地位代表及張東蓀出城密談:8766。

1月8日，傅作義代表周北峰、張東蓀與解放軍平津前線司令部領導人林彪、聶榮臻、羅榮桓舉行會談。傅方提出北平、天津、塘沽、綏遠一起解決；軍隊不用投降或在城內繳械方式，而採用以團為單位出城整編。次日，雙方草簽《會談紀要》，並附記：傅方務必於1月14日午夜前答覆:8772。

1月15日，天津陷入解放军之手:57。1月21日，傅作義在北平中南海宣布与中國共產黨方面达成《关于和平解决北平问题的协议》，决定北平和平解放。是日，中华民国总统蒋中正宣布引退。同日，徐永昌奉蒋中正之命飞抵北平东单机场，随后到中南海居仁堂与傅作義、邓宝珊会晤，传达蒋中正意旨，傅作義答复很不明确，而且未向徐永昌透露自己已经和中共达成和平协议。1月22日，傅作義部按照和平协议开始撤离北平。当日傍晚，傅作義通过中央社发布文告，抢在中共之前公布《关于和平解决北平问题的协议》部分条款，但仅公布了全部协议正文加附件22条中的13条，回避了战败问题，以造成北平和平以傅作义为主的舆论，以求在今后与中共的合作中谈条件。

1月23日，傅作義投降於中國共產黨，揚言「北平局部和平」，中國共產黨遂入據北平故宮:58。1月31日，中国人民解放军和平开入北平。

此后，在军事上，傅作义提出華北剿匪总司令部取消，兵团、军、师一律不动的整编方案，最终未被中共接受，中共对傅作义部实行了打散合编的整编方案。在政治上，傅作义抓住《关于和平解决北平问题的协议》中“双方派员成立联合办事机构，处理有关军政事宜”以及企业、银行、学校等听候“联合办事机构处理”的条款，力求将这一所谓“联合办事机构”变成自己与中共分享权力的政权。在该协议签订前，毛泽东已于1月15日致电林彪等人指出：“北平城内成立联合机构一点，似乎仍有和我分享政权之意。”1月29日，北平联合办事处召开筹备会议，中共代表叶剑英径直对傅作义方面代表郭宗汾说：“此机构是在前线司令部指挥下的工作机关，不是政权机关。”为此，在叶剑英建议下，该机构名称确定为“北平联合接交办事处”。加上“接交”二字，最终从形式及性质上否定了傅作义的任何分权企图。傅作義在军事及政治上的谋划均迅速遭到挫折。1月31日，不愿与中共合作的北平国军將領李文、石覺等人離開北平，到達青島。

2月22日至2月24日，傅作義、邓宝珊与颜惠庆、邵力子、章士钊等人赴西柏坡，受到毛泽东等中共领导人接见，邵力子发现傅作義“甚苦闷”，傅作義、邓宝珊此行与中共方面商谈了绥远问题。当时绥远尚在傅作義部下董其武手中，名义上仍受中华民国政府节制。傅作義企圖在3月26日從北平西苑機場乘飛機赴綏遠，不料當天恰逢中共中央機關自西柏坡遷至北平，並且在北平西苑機場閱兵，傅作義飛赴綏遠的計劃遂告吹。4月1日，傅作義向全国发表通电，靠拢中共傅長女傅冬是當時地下黨在家，不停向傅作降共遊說，讓傅最後投降，間接導致在平津30萬國軍放棄抵抗，悉數成為戰俘。

此后，广州的中华民国政府积极拉拢绥远方面。绥远一直处于政治上在国共之间不明朗的状态。7月14日，傅作義在呈毛泽东的上书中，称蒋中正、阎锡山卖国，幻想第三次世界大战爆发，滥炸人民、封锁海口，没有希望。8月28日，傅作義、邓宝珊等人从北平返回绥远，以完成绥远易帜起义。但傅作義也邀请徐永昌来绥远会面。9月17日，徐永昌、马鸿宾一行飞抵包头，傅作義、邓宝珊、董其武、孙兰峰等人到机场迎接。9月18日，绥远起义通电的签字仪式举行，宣布“绥远和平解放”，与此同时，傅作義会见徐永昌，徐永昌企图策反傅作義，但傅作義因为美国援助无望而不愿在美苏战争（即第三次世界大战）爆发前贸然投向蒋中正。

9月19日，即徐永昌在绥远最后一日，傅作義再度会见徐永昌，对徐痛哭，且为自己预留后路，向徐永昌递交了一份上蒋中正的呈文，在呈文以及和徐永昌的系列谈话中，傅作義称中共卖国，美苏战争的爆发不会远，建议轰炸电厂，认为中共不可能成功，还准备利用合作农场，将自己手下的干部放入农村，以寓兵于农，保存实力，待中共遇到困难时再打出去。同日，徐永昌帶上張慶恩等大小特務於下午二時飞离绥远。下午四時許，傅作義召集幹部開會，宣佈发出通电，「祝賀起义勝利」:537，“绥远和平解放”。同日，馬鴻賓得到傅作義鼓勵，自綏遠飛回銀川，即電令其子馬惇靖率領國軍第八十一軍在中衛地區與解放軍簽定和平解放協定:9012

9月27日，北平更名為北京。

12月9日，中国人民革命军事委员会决定，绥远的傅作义部的國軍第九兵團（孙兰峰任司令）等部改編為中國人民解放軍第36軍（刘万春任军长（后来王建业代理军长），康健民任政治委员）、第37軍（张世珍任军长，帅荣任政治委员），归华北军区建制，由绥远军区指挥。

1950年10月，中国人民志愿军赴朝鲜开始抗美援朝战争。1950年11月上旬，傅作义向毛泽东建议，调原绥远起义部队赴抗美援朝战争前线参战，认为这能使这批部队受新锻炼、新考验，进一步实现其解放军化，也对绥远地方实现解放区化更有利。这一建议获得中共中央、毛泽东采纳。1950年12月12日，根据中国人民革命军事委员会决定，第36军、第37军与騎兵第4師等部組成中國人民解放軍第23兵團（董其武任兵团司令员，高克林任兵团政治委员），归华北军区建制，1951年9月3日开赴朝鲜，进行了修建机场的工作，同年11月底归国。1952年2月，第36军、第37军番号撤销，第23兵團直辖第107师、第109师。1952年12月，中國人民解放軍第23兵團整編為中國人民解放軍第69軍（董其武任军长，裴周玉任政治委员），归华北军区（后改为北京军区）建制，1985年6月撤销。

### 人民共和国初期
1949年9月22日，傅作義从绥远回到北平。9月23日，他出席中国人民政治协商会议第一届全体会议并在大会发言，声称已坚决拒绝蒋中正的“亲切的”电报。在1949年9月的中国人民政治协商会议第一届全体会议上，傅作義当选为第一届全国政协委员、中华人民共和国中央人民政府委员。据中共方面当时主管绥远工作的薄一波记载，傅作義从绥远回到北平后随即向薄一波建议：后套地区“可耕地为10万顷，而现耕种面积只4万顷，如果政策允许的话，他愿意在此修水利搞合作农场。”薄一波记载：“我把他的意愿报告党中央，不久，毛主席就在傅的意愿的基础上提名他为中央人民政府水利部部长。”这就把傅作義留在了北平。
1950年朝鲜战争爆发，中国参战后将联合国军逼退到三八线附近，并一度占领汉城。时任中共中央书记处政治秘书室主任的师哲晚年回忆称当年傅作義找到毛泽东，给毛泽东说，他还有多少电台，多少枝枪，存在什么什么地方。毛泽东回答说：“你留着用吧。”:268
中華人民共和国成立後，傅作義历任中华人民共和国中央人民政府委員、中央人民政府人民革命军事委员会委員、中央人民政府水利部（1954年改为中华人民共和国水利部，后又改为中华人民共和国水利电力部）部長、第一、二、三届全国人民代表大会代表、中华人民共和国国防委員会副主席、第二、三届全国政协常務委員。1965年1月5日，傅作义在中国人民政治协商会议第四届全国委员会第一次会议上当选第四届全国政协副主席，成为党和国家领导人。特别是水利部長一职，他从中華人民共和国建国後一直担任至1972年因病辞任。在水利部长任上，他每年拿出1/4以上时间出北京视察各地，走遍长江、黄河、淮河、珠江、黑龙江、松花江的水利工地。外出视察时，他总是轻车简从，有时还自带行李。

### 与台关系

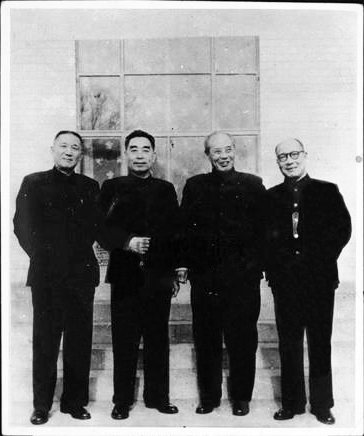
1962年春节前夕，周恩来邀请傅作義、张治中、屈武商谈对台湾工作问题。这是会后合影。自左至右：张治中、周恩来、傅作義、屈武

1962年春节前夕，周恩来邀请张治中、傅作義、屈武共同商谈台湾问题，并合影留念。據台湾学者、美国斯坦福大学胡佛研究院研究员郭岱君披露，1963年8月9日蔣中正日記记载：「傅逆作義特以專人帶來其親筆書『悉貢所能』四字密告於余，但其並未具名，其字確是真筆。可知匪共內部已至崩潰在即，有不可想象之勢，否則此種投機分子，絕不敢出此也。」此后8月、9月、10月、11月，蒋介石日记均曾提到傅作義之事，但後來此事無疾而終。
文化大革命爆发之初，傅作义便被周恩来列入《一份应予保护的干部名单》，点名保护起来。1974年初，傅作义因患癌症住院。当时周恩来也已住院动手术，但得知傅作义病危，便坚持到北京医院探望，周恩来握住躺在病床上的傅作义的手说：“宜生先生，毛主席叫我看望你来了，毛主席说你为北平的和平解放立了大功！”1974年纪念台湾“二二八”起义座谈会，住院的傅作义无法出席，特别委托董其武代其宣读书面发言：“我是1895年出生的人，正是台湾被日本侵占的那一年。现居台湾的许多老年人，都是在那前后出生的。这些人以及晚出生一二十年的人，都受过外人的欺侮凌辱。你们骂我是降将，表示对我的话你们是不屑于听的。但我当时就认为，我做了一件正确的事。二十五年的历史充分证明了，我做的确实是一件最正确的事。我现在仍然要劝说你们……”
1974年4月19日，傅作義在北京病逝，享壽78岁。

## 逸事
在军队带兵时，傅作义总是十分俭朴，穿着和普通士兵一样的棉布军服，腰扎细皮带，所以人称布衣将军。

## 荣誉
- 一等景星勋章（1946年1月1日批准[23]）
- 国光勋章（1946年12月26日批准[24]）

## 家庭
- 曾祖父：傅贵德
- 祖父：傅文鼎，生二子（傅庆泰、傅庆雨）
- 父：傅庆泰。傅庆泰、傅庆雨共生十子，按照仁、义、礼、智、信、温、良、恭、俭、让顺序排列。其中傅作智、傅作让早夭，傅庆泰生傅作仁、傅作义、傅作良，傅庆雨生傅作礼、傅作信、傅作温、傅作恭、傅作俭。
- 母：孙氏
- 继母：张氏
- 叔父：傅庆雨
- 兄：傅作仁，字静斋，为母亲孙氏所生
- 弟：傅作良，为继母张氏所生
- 妹：傅京子
- 堂弟：傅作恭，傅庆雨之子。1957年在反右中被打成極右分子，開除公職，送到甘肃省酒泉夾邊溝農場勞動教養。1960年死於三年大饑荒。[25][26]
- 大夫人：张金强（？—1994年），1909年结婚，育有一子二女。
  - 长女：傅冬（1924年－2007年）原名傅东菊
    - 女婿：周毅之（？—1997年），傅冬的丈夫 （外孙女周小宣， 上世纪80年代初赴美）

  - 次女：傅西菊
  - 长子：傅瑞元，原名傅印
- 二夫人：刘芸生（1910年—2016年）[27]，1929年在天津结婚，育有二子六女。
  - 长女：傅克庄（1928年—）[27]
  - 长子：傅亨（1929年—1997年）[27]又名傅恒，化学家
  - 次女：傅克坚（1933年—）[27]
  - 三女：傅克诚（1935年—）[27]，建筑师
  - 四女：傅克谨（1936年—）[27]
  - 六女：傅克利（1942年—）[27]
  - 次子：傅立（1946年—）

## 纪念
- 傅作义故居：位于山西省临猗县孙吉镇安昌村西部。由傅作义的祖父傅文鼎建于清朝道光年间，傅作义生于此。[28]
- 杭锦后旗文化科技会展中心：又名傅作义纪念馆，位于内蒙古自治区杭锦后旗人民政府对面的塞上星广场中央。[29]
- 傅作义旧宅：位于北京市东城区史家胡同47号（今为32号）。中华人民共和国成立初期，水利部长傅作义一家，以及部分水利部门工作人员居住在此。后来刘文辉也曾在此居住。[30]
- 傅作义故居：北京市西城区小酱坊胡同19号（今为27号）寓所。[31]从1948年来到北平至文化大革命，傅作义一直在此居住。后来此处成为谷牧住宅。
- 傅作义故居：北京市海淀区海淀港沟14号别墅。[31]后来上交政府，现已无存。